# Ricabacica
Ricabacica es una pedanía del municipio de Abanilla, Murcia
Se ubica en el centro del municipio; regado por el Río Chícamo, donde desembocan en este las ramblas de Balonga y el Zurca. Atravesada por la MU-9-A.
Tiene una población de 27 habitantes (INE 2023).

## El pueblo
Ricabacica se ubica sobre una especie de rellano que se cuelga sobre el Chícamo; muy cerca de la desembocadura de la rambla de Balonga. Sus casas son completamente modernas; a la que algunos de estos chalets tiene una pequeña piscina privada en sus patios. Al NO de esta población, y frente de El Salado, hay un grupo de casas, algunas de ellas, son viviendas-cuevas. Entre los edificios destacables se encuentran una almazara, actualmente en funcionamiento desde el año 1890, y el molino de Chirrín.

## Entorno natural
En el suelo predominan restos fosilizados de corales en forma de calizas. Se asientan campos de cultivos de secano en la zona.